# Vlastislav Žuk
Vlastislav Žuk (28. dubna 1924 Praha – 17. května 1994 USA) byl československý voják a příslušník výsadku Cottage vyslaného do Protektorátu Čechy a Morava americkou zpravodajskou službou OSS.

## Mládí
Narodil se v Praze 28. dubna 1924 jako jediný syn Antonína Šedivého a Anežky Šedivé, rozené Janovské. Rodina bydlela na Vinohradech, v Klicperově ulici 39. V roce 1927 jeho otec zemřel a matka se o čtyři roky později znovu provdala za ukrajinského (jiný zdroj uvádí ruského) emigranta MUDr. Vasila Žuka. Ten Vlastislava adoptoval a po něm Vlastislav získal nové příjmení. Bydleli v nájemním bytě na Proseku, v ulici Prosecká 322 (dnes Nad Šestikopy 322/16), kde měl jeho nevlastní otec zároveň ordinaci. Do obecné školy chodil nejprve na Žižkově, poté na Proseku. Následně navštěvoval libeňské reálné gymnázium. Zajímavostí je, že o něm informoval v roce 1940 i denní tisk, když se jako šestnáctiletý gymnazista stal nejmladším řidičem motorových vozidel v protektorátu. V roce 1942 ukončil studium maturitou. Mezi kamarády a spolužáky měl přezdívku Eman.

## V exilu
V roce 1942 se neúspěšně pokusil o odchod přes Slovensko a Maďarsko do československé zahraniční armády. Nevyšel ani pokus odejít do zahraničí přes Švýcarsko, o který se pokusil se svým kamarádem na uhláku lokomotivy. Vstoupil do Todtovy organizace (OT) s tím, že bude odeslán na práci do Francie a odtud uprchne. Na tento nápad ho přivedl další kamarád, který měl kontakt na mladíka pracujícího v brněnské firmě Feiner vyrábějící pro OT ve Francii. Tento mladík jim měl vystavit potřebné dokumenty a zprostředkovat kontakty s francouzskými partyzány. Plán se nezdařil, ale nakonec byl Žuk v dubnu 1944 firmou odeslán do Itálie. Pracoviště se nacházelo v blízkosti fronty, čehož využil a v červnu přešel bojové linie mezi Orbetellem a Grossetem. Přihlásil se u spojeneckých jednotek do Československé zahraniční armády v misi v Bari. Po důkladném prověření Čechoslováky a americkou zpravodajskou službou CIC byl díky plk. Františkovi Hiekemu (Stojovi) zařazen do amerického 2677. pluku OSS a přijal nabídku na vyslání zpět do Protektorátu Čechy a Morava jako parašutista.

## Výcvik
Zpravodajský, sabotážní, topografický a radiotelegrafický výcvik prodělal u 2677. pluku OSS ve výcvikovém středisku v Bari od srpna 1944 do ledna 1945. Zde byl připravován odděleně od ostatních Čechoslováků pod jménem Emil Horák. Parašutistický kurz absolvoval v britské parašutistické škole v Brindisi v Itálii.

## Nasazení
Původně měl být nasazen již během srpna 1944, ale kvůli povětrnostním podmínkám byl výsadek odložen. Nepodařily se ani další dva pokusy v říjnu či listopadu a 21. prosince 1944. Nakonec byl úspěšně vysazen 19. února 1945 u Kučeře u Červené nad Vltavou (namísto plánované oblasti mezi Zálužany a Mirovicemi, což byla oblast, kterou dobře znal a sám si ji zvolil). Jeho úkol byl zpravodajského rázu, měl podávat např. informace o leteckých závodech na severovýchodě Prahy či o pohybu vojsk, dalším úkolem bylo provádění defétistické propagandy mezi Němci (vylepování nálepek a letáků s protiněmeckým obsahem apod.). Žuk nebyl vybaven falešnou identitou, jak bylo obvyklé, a dokumenty měl na své skutečné jméno. Pracovní knížku měl upravenou o záznam, že byl propuštěn z Todtovy organizace, měl lékařské vysvědčení o pracovní neschopnosti a disponoval potvrzením o absolvování výcviku v hasičské a protiletecké službě, což mu mělo umožnit volný pohyb v noci. Operační materiál byl velmi nadstandardní, a to jak do množství, tak kvality (kromě radiové stanice Fichtburg měl například 16 až 17 palných zbraní, 15 tisíc říšských marek, 400 amerických dolarů či propagandistické protinacistické nálepky a další materiál).
Při dopadu došlo k poškození radiostanice a Žuk se zranil (praskly mu menisky v obou kolenou a poškodil si šlachy na chodidlech). I přesto se mu podařilo ukrýt operační materiál. V Květově kontaktoval noční hlídku CPO (civilní protiletecká obrana), ohřál se a dostal občerstvení a poté se vydal do Korce. Ukrýval se na chatě továrníka Kadlece (s jehož synem se přátelil a místo tak znal) a na kamarádem zakoupenou jízdenku se dostal vlakem do Prahy. Zde se zpočátku marně pokoušel získat pomoc na záchytných adresách, buď byl odmítnut nebo adresáty nezastihl. Dozvěděl se, že jeho nevlastní otec 8. února 1945 zemřel. Úkryt nakonec nalezl u své známé Věnceslavy Růžičkové (zřejmě tajné a neopětované lásky) v Karlíně. Ta mu obětavě pomáhala a doprovázela ho vlakem několikrát týdně do Červené nad Vltavou a Zálužan, kde s pomocí Evžena Biskupa (další kontaktní osoba, kamarád z mládí) postupně přepravili vysílačku a zbraně. V záležitosti poškozené vysílačky se obrátil na Václava Smrže, dřívějšího známého z Proseka, který mu pomohl obstarat vysílací lampy přes svého kolegu Hanzlíka. Bohužel se mu ani tak vysílačku nepodařilo zprovoznit, objevila se další závada. Mezitím ale propuklo v Praze květnové povstání a další pokus o opravu vysílačky se již neuskutečnil. Žuk se účastnil osvobozovacích bojů, bojoval u Rozhlasu, na Pražačce a v Libni.

## Po válce
Dne 18. listopadu 1945 odešel v hodnosti podporučíka pěchoty v záloze z armády. Nechal se zapsat na lékařskou fakultu Univerzity Karlovy. Musel žádat o oficiální potvrzení svých zásluh, protože úředníci národního výboru nevěřili, že bojoval, a považovali ho za národně nespolehlivého.
V roce 1948 roce opustil Československo a odešel nejprve do západního Německa, kde pracoval ve zpravodajské organizaci Okapi řízené Františkem Moravcem. Odtud později odešel do USA. V roce 1949 mu byla odňata vojenská hodnost a byl veden jako pohřešovaný. V USA žil pod jménem Richard Gray.
Zemřel v roce 1994 v USA. Pohřben je na Olšanských hřbitovech v Praze.